# Henry Haslam
Henry Haslam   (Worksop, 5 de juny de 1879 - Nottingham, 13 d'octubre de 1942) va ser un futbolista britànic que va prendre part en els Jocs Olímpics de París de 1900, on guanyà la medalla d'or com a membre de la selecció britànica, representada per l'Upton Park F.C..